# Wilhelmshof (Milmersdorf)
Wilhelmshof war ein Wohnplatz von Groß Kölpin, einem Gemeindeteil von Milmersdorf im Landkreis Uckermark (Brandenburg). Wilhelmshof wurde 1801 als Vorwerk neu angelegt, war um/nach 1900 Försterei und wurde nach 1967 abgerissen.

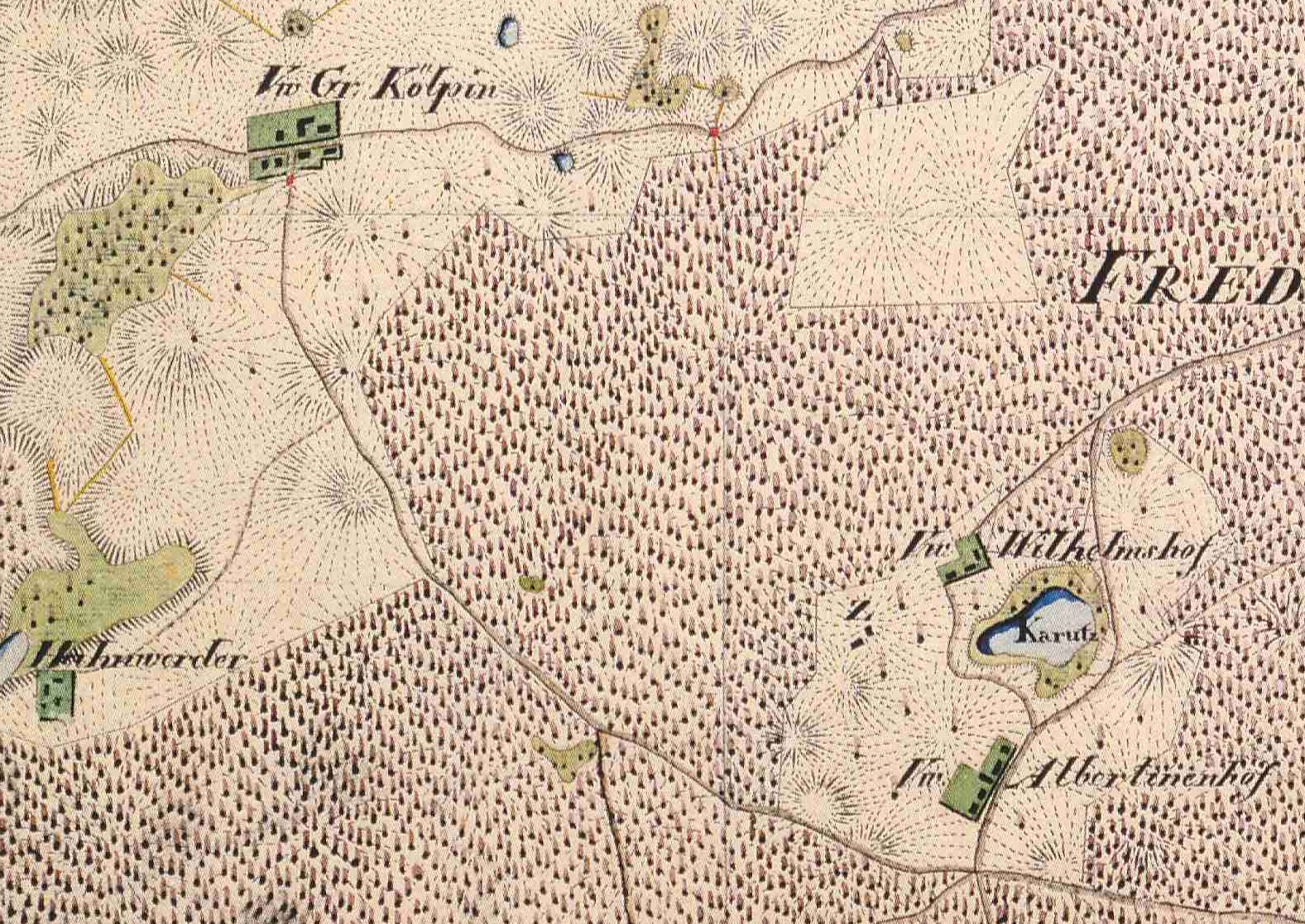
Kölpin, Hahnwerder und Wilhelmshof, Gemeinde Milmersdorf, Albertinenhof (abgeg.), Gemeinde Gerswalde, Ausschnitt aus dem Urmesstischblatt 2848 Gerswalde von 1826

## Lage
Wilhelmshof lag 4,1 km östlich vom Ortskern von Milmersdorf und 1,7 km südöstlich von Groß Kölpin fast völlig von Wald umgeben. Der Siedlungsplatz lag auf 65 m ü. NHN.

## Geschichte
Das Vorwerk Wilhelmshof wurde 1801 von Magnus Wilhelm von Arnim auf der Feldmark von Böckenberg neu aufgebaut. Es ist ohne Zweifel nach Magnus Wilhelm von Arnim, der den Bau des Vorwerks veranlasste, benannt.
1762  war das Rittervorwerk Klein Kölpin durch Tausch mit dem Gut Suckow erworben worden; 1799/1800 war dieses alte Vorwerk Klein Kölpin abgebrochen worden. Auf dem Areal des Vorwerks entstand dann das neue Vorwerk Wilhelmshof, das etwas weiter östlich lag. Verbunden mit dem neuen Vorwerk war eine Ziegelei, eine Kalkbrennerei und ein Torfstich.
Magnus Wilhelm war der zweite Sohn aus zweiter Ehe des Otto von Arnim auf Gerswalde und wurde am 13. Juni 1735 in Gerswalde geboren. In der Erbteilung von 1753 unter den sieben Söhnen des Otto von Arnim hatte Magnus Wilhelm die Vorwerke Böckenberg und Berkenlatten erhalten. Nach kurzem Studium der Rechtswissenschaft an der Brandenburgischen Universität Frankfurt trat er in die preußische Armee ein, wurde aber bald darauf wegen Krankheit wieder entlassen. 1757 trat er wieder ein, machte den Feldzug nach Böhmen mit und bekam dort die Blattern. 1758 schied er erneut aus dem Militärdienst aus und zog sich auf seine Güter zurück. Er bemühte sich daraufhin um eine Stelle im Staatsdienst. Allerdings wurde er erst 1786 Ritterschaftsrat, später Ritterschaftsdirektor. Im Mai 1758 hatte er in Wittenberg Wilhelmine Auguste Sophie von Burgsdorff geheiratet. Das Paar hatte zehn Kinder, von denen der älteste Sohn im Alter von fünf Jahren starb, ein anderer Sohn als Kleinkind. Die acht den Vater überlebenden Kinder waren:  Carl Heinrich Joachim (1763–1827), Friedrich Wilhelm Erdmann († 1852), Ferdinand August Valentin (1768–1847) und NN (gest. vor 1821) sowie die Töchter Wilhelmine Auguste Adelheid, Philippine Caroline Luise, Wilhelmine Auguste Sophie und Marie Charlotte Ottilie. Um 1773 war seine Frau verstorben. Aus einer unehelichen Verbindung mit der bürgerlichen Maria Sabina Junkers hatte er weitere acht uneheliche Kinder. Zwischen 1806 und 1808 hatte er Streitigkeiten mit den Pächtern von Böckenberg, einem Justizrat Struve und dessen Sohn, vor allem über die „Art der Bewirtschaftung“. Er war schwer verschuldet, wozu sicherlich die wirtschaftlich schwere Zeit beitrug, und musste 1808 um ein Moratorium zur Bezahlung seiner Schulden bitten. Am 17. Februar 1810 starb er in Wilhelmshof. Gemeinsame Erben von Wilhelmshof waren seine drei Söhne, ein vierter Sohn ist vor 1821 verstorben.
1804 gab es in Wilhelmshof acht Feuerstellen und 79 Bewohner, davon 13 Einlieger.
1819 mussten die drei Brüder in Konkurs gehen, die Güter kamen in die Verwaltung der Uckermärkischen Ritterschaft. Das Wohnhaus wurde damals wie folgt beschrieben: ein massives herrschaftliches Wohnhaus mit sechs Stuben, Scheune, Stall, das Jägerhaus, der Pferdestall, der Kalkofen nebst Scheune (Kalkscheune soll eingestürzt sein), der Torfstich, ein Haus mit einer Stube, der Ziegelbetrieb wurde wieder eingestellt, die auf Torfbrand betriebene Mergelkalkbrennerei existiert noch. Die Zwangsverwaltung zog sich anscheinend bis 1858 hin.
1821 war der Besitzer des Gutes Blankensee, Carl Christof Joachim von Arnim, ohne Leibeserben verstorben. Im selben Jahr war auch Erdmann Christof Albrecht von Arnim, Besitzer des Gutes Petznick gestorben, auch er ohne Leibeserben. Beide Erbschaften und ein gemeinsamer Besitz der Arnim’schen Vettern aus dem Sternhagener Nachlass von (1800) wurden nun unter die überlebenden Vettern verteilt. Insgesamt waren noch sechs Erbberechtigte am Leben,
- Carl Ludolf Bernhard von Arnim auf Gerswalde, Sohn des Christof Otto, der Gerswalde erhalten hatte. Er erbte Kienwerder, das er gegen Zollchow vertauschte.
- Carl Heinrich Joachim (1763–1827), Friedrich Wilhelm Erdmann und Ferdinand August Valentin (1768–1847), die Söhne des Magnus Wilhelm (1733–1810) auf Böckenberg. Carl Heinrich Joachim erbte Zollchow, und vertauschte es gegen Kienwerder,  Friedrich Wilhelm Erdmann (1766–1852) erbte Kreuzkrug und  Ferdinand August Valentin erbte Petznick.
- Carl Otto Ludwig (Pitt) und Carl Joachim Friedrich Ludwig (Achim), die Söhne des Joachim Erdmann (1741–1804), erhielten Blankensee und Krullenhaus.

Für 1828 gibt Eickstedt als gemeinsame Besitzer von Wilhelmshof an die drei Brüder Oberstleutnant a. D. Carl Heinrich Joachim von Arnim, Major a. D., Friedrich Wilhelm Erdmann, Hauptmann a. D und Ferdinand August Valentin von Arnim. Der Eintrag hinkt zeitlich gesehen etwas hinterher, denn Carl Heinrich Joachim war schon 1827 verstorben. 1834 wurden die Rittergüter Groß Fredenwalde und Wilhelmshof an die Amtleute Holtz und Schrader verpachtet.
Friedrich Wilhelm Erdmann hatte keine Kinder, so dass sein Anteil an den Sohn seines Bruders Ferdinand August Valentin, Friedrich Eduard Otto (Otto) von Arnim (1803–1884) fiel. Rauer nennt ihn 1857 als Besitzer von Petznick mit Kienwerder, Jakobshagen, Kreuzkrug mit Gruse und Werder, Böckenberg mit Berkenlatten und Wilhelmshof.
1840 hatte Wilhelmshof drei Wohnhäuser und Wirtschaftsgebäude; 1860 (etwas genauer) drei Wohnhäuser und vier Wirtschaftsgebäude. Nach Berghaus hatte Wilhelmshof 1850 eine Größe von 1659,13 Morgen, davon 2,48 Morgen Gehöft, 15,55 Morgen Gärten, 116,105 Morgen Acker, 71,37 Morgen Wiesen, 1367 und 149 Morgen Forstland. 1861 wohnte ein Holzschnitzer in Wilhelmshof, der grobe Holzwaren verfertigte. 1871 hatte Wilhelmshof drei Wohngebäude und 36 Einwohner.
Nach dem Handbuch des Grundbesitzes im Deutschen Reiche von 1885 hatte das Rittergut Wilhelmshof (unter Petznick, neben Böckenberg, Kienwerder und Kreuzkrug) eine Gesamtgröße von 44 Hektar, davon waren 40 Hektar Ackerland und 4 Hektar Wiesen. Der Grundsteuerreinertrag betrug 155 Mark. Wilhelmshof war zu diesem Zeitpunkt an Carl Hauck verpachtet. (Friedrich Eduard) Otto von Arnim (1803–1884) war Fideikommissherr auf Petznick
Nach 1900 wurde die Landwirtschaft in Wilhelmshof aufgegeben und das Areal bis auf wenige Hektar aufgeforstet und an das Gut Böckenberg angegliedert. In Wilhelmshof wurde eine Försterei eingerichtet. 1930/31 wurden der Familienfideikommiss Gut Petznick aufgelöst und die Waldgüter Kreuzkrug und Wilhelmshof gebildet. Wilhelmshof wurde 1935 an Achim Freiherr von Willisen verkauft. Er ließ 1939 noch zwei Werkswohnungen für Waldarbeiter bauen.
| Jahr      | 1801 | 1817 | 1840 | 1858 | 1867 | 1871 | 1925 |
| Einwohner | 79   | 38   | 50   | 39   | 36   | 27   | 7    |

## Kommunale Zugehörigkeit
Wilhelmshof bildete um 1860 noch einen eigenen Gutsbezirk. Mit der Kreisreform von 1872/74 wurde er mit dem Gutsbezirk Böckenberg vereinigt. Mit der Bildung der Amtsbezirke kam der Gutsbezirk Böckenberg mit Berkenlatten und Wilhelmshof zum Amtsbezirk Nr. 5 Groß Fredenwalde. Amtsvorsteher war Rittergutsbesitzer von Arnim auf Groß Fredenwalde, sein Stellvertreter Schulze Nobiling in Groß Fredenwalde. Der Gutsbezirk Böckenberg wurde 1928 wieder aufgeteilt. Der Großteil des Gutsbezirks Böckenberg (ohne Wilhelmshof) wurde mit dem Gemeindebezirk Groß Fredenwalde vereinigt. Wilhelmshof und 343 Hektar wurden an die Gemeinde Groß Kölpin angegliedert. 1931 und 1967 war Wilhelmshof ein Wohnplatz von Groß Kölpin. Zum 1. Januar 1975 wurde Groß Kölpin nach Friedenfelde eingemeindet, aber zum 11. Juli 1990 wieder ausgegliedert. 1992 bildete Groß Kölpin zusammen mit neun anderen Gemeinden das Amt Gerswalde. Zum 31. Dezember 2001 wurde Groß Kölpin nach Milmersdorf eingegliedert. Es ist seither ein Gemeindeteil von Milmersdorf. Wann die Gebäude von Wilhelmshof abgetragen wurden, ließ sich bisher nicht ermitteln.